# چشم خروس کروی
چشم خروس کروی (نام علمی: Adonis globosa) نام یک گونه از سرده چشم خروس است. جنس یا سرده چشم خروس در ایران ۷ گونه گیاه علفی یک ساله و چند ساله دارد. چشم خروس کروی یکی از این ۷ گونهٔ موجود در ایران است.